# Mesoparapylocheles michaeljacksoni
Mesoparapylocheles michaeljacksoni es una especie extinta de cangrejo ermitaño del orden de los decápodos. Es la especie tipo del género Mesoparapylocheles.
Vivió hace cien millones de años durante el Cretácico. Actualmente se encuentra en estado fósil. Fue descubierto el 25 de junio de 2009 (el mismo día de la muerte de Michael Jackson, de ahí su nombre) en el yacimiento de Coscobilo (Koskobilo) en la localidad navarra de Olazagutía (en el norte de España).